# بروس داو
بروس داو (بالإنجليزية: Bruce Dawe)‏ هو شاعر أسترالي، ولد في 15 فبراير 1930 في فيتزوري ‏ في أستراليا.

## وصلات خارجية
- بروس داو على موقع الموسوعة البريطانية (الإنجليزية)
- بروس داو على موقع ديسكوغز (الإنجليزية)